# Planeta menor distante
Um planeta menor distante, ou objeto distante, é qualquer planeta menor encontrado além de Júpiter no Sistema Solar externo que não é comumente considerado um "asteroide". O termo guarda-chuva é usado pelo Minor Planet Center (MPC) da União Astronômica Internacional (IAU), que é responsável pela identificação, designação e cálculo da órbita desses objetos. Em julho de 2020, o MPC mantinha 3.929 objetos distantes em seu banco de dados.
A maioria dos planetas menores distantes são objetos transnetunianos e centauros, enquanto relativamente poucos são damocloides, troianos de Netuno ou troianos de Urano. Todos os objetos distantes têm um semieixo maior (distância média do Sol) maior que 6 UA. Este limite, que está um pouco além da órbita de Júpiter (5.2 UA), garante que a grande maioria dos "verdadeiros asteroides", como as populações de objetos próximos da Terra, cruzadores de Marte, cinturão principal e troianos de Júpiter, sejam excluídos do planetas menores distantes.